# Andreas Flocken

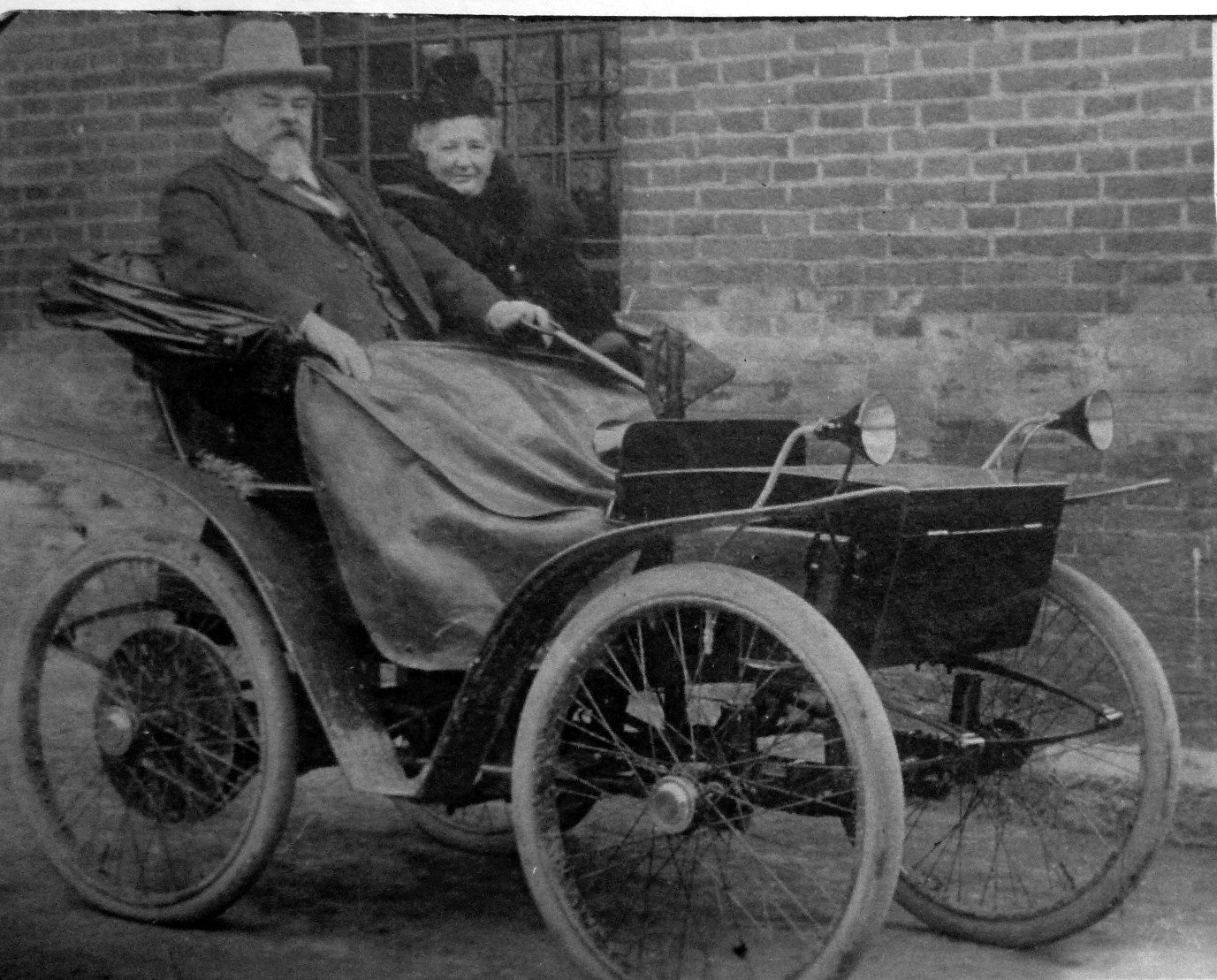
Andreas Flocken (1845–1913) mit Frau im Elektrowagen

Andreas Flocken (* 6. Februar 1845 in Albersweiler, Rheinpfalz; † 29. April 1913 in Coburg) war ein deutscher Unternehmer und Erfinder. Der 1888 hergestellte Flocken-Elektrowagen gilt als das erste vierrädrige Elektroauto der Welt. Flocken wird auch als Erfinder der Spurstange genannt.

## Werdegang
Andreas Flocken wurde als Sohn des Küfers und Weinbergbesitzers Jakob Flocken in Albersweiler geboren. Nach der Schule machte er eine Lehre als Schlosser und Mechaniker. Er arbeitete bis ca. 1868 bei der Landmaschinenfabrik Heinrich Lanz AG in Mannheim. Bis 1879 war er Werkführer beim Unternehmen Schoppers in Zeulenroda. 1879 zog er mit seiner Familie nach Coburg in das Haus Kreuzwehrstraße 8.
1880 erwarb Flocken das Baugrundstück Callenberger Straße 15. Im gleichen Jahr gründete er seine landwirtschaftliche Maschinenfabrik und baute ein Fabrikgebäude. Die Maschinenfabrik A. Flocken begann 1881 mit dem Bau landwirtschaftlicher Maschinen (Häckselmaschinen und ähnliches). 1883 zog Flocken auf das Grundstück Callenberger Straße 2 um. 1888 wurde die Abteilung B für Elektrotechnik gegründet. 
Flocken hatte – wie auch andere Unternehmer dieser Zeit – mit dem Problem zu kämpfen, dass die über hundert Jahre alte Dampfmaschinentechnologie aufgrund ihres geringen Wirkungsgrades (hoher Energieaufwand gegenüber einem geringen Energienutzen) nicht mehr wettbewerbsfähig war. Er sah in der Verbreitung von Elektrizität eine Chance für sein Unternehmen und konzentrierte sich auf den Bau von Dynamos und Elektromotoren sowie deren Installation. 1890 trat er als Mitpächter der städtischen Schleifmühle auf, die  sich in der Nähe seiner Fabrik befand. Flocken betrieb dort einen vom Wasser angetriebenen Dynamo.
1891 begann Flocken mit dem Aufbau eines Stromnetzes im Coburger Bahnhofsviertel. In den folgenden 10 Jahren stellte er acht Anträge für den Bau von oberirdischen Starkstromleitungen. Die Stadt genehmigte den Bau des Stromnetzes aber nur zum Teil, auch die Anträge des Bahnhofshotelbesitzers, sein Haus zu elektrifizieren, wurden von der Stadtverwaltung zweimal abgelehnt. Grund war die Befürchtung, der Städtischen Gasfabrik könnten dadurch Nachteile erwachsen. Die Zustimmung zu so einem Projekt, hieß es in der Begründung, würde einen Präzedenzfall schaffen und dafür sorgen, dass größere Betriebe in Coburg von Gas zu Strom wechseln könnten. Dieses würde zu einem Umsatz- und Gewinnrückgang des städtischen Betriebs führen.
Flocken beschäftigte sich nicht nur mit Elektrifizierung und regenerativer Energie, sondern auch mit der Nutzung der Elektrizität für den Antrieb von Fahrzeugen. Sein 1888 entwickeltes Fahrzeug, das von der Presse fälschlich als „Dampf-Chaise“ tituliert wurde, war vermutlich der erste vierrädrige Elektrowagen der Welt. Für Flockens Innovationsgeist spricht, dass er das Prinzip der Achsschenkellenkung anwendete, an das sich Carl Benz bei seinen 1886 und 1888 gebauten Motorwagen noch nicht herangewagt hatte. Seine Autos fuhren wegen des Lenkungsproblems nicht auf vier, sondern noch auf drei Rädern.
Andreas Flocken verbesserte das von ihm entwickelte Fahrzeug kontinuierlich und installierte auch elektrische Scheinwerfer. In Coburg erregte er bei seinen Fahrten großes Aufsehen. Vornehme Damen sollen angesichts des geräusch- und pferdelosen Wagens Angstschreie ausgestoßen haben. 
Die Reichweite des Elektrowagens war sehr begrenzt. Um seine Tochter nach ihrer Heirat besuchen zu können, ersteigerte Flocken 1905 ein Elektrizitätswerk in Redwitz a. d. Rodach und benutzte auch dieses Gebäude (eine Wassermühle) zur Stromgewinnung. Wenn er die rund 35 Kilometer lange Strecke dorthin gefahren war, musste die Batterie neu geladen werden, um nach Coburg zurückfahren zu können. Dies war einer der Gründe, warum der Wagen nie zur Serienreife weiterentwickelt wurde.
1911 übernahm sein Sohn, Robert Flocken, der bereits 1895 als Elektrotechniker und Ingenieur in das väterliche Unternehmen eingetreten war, die Landmaschinenfabrik und das Elektro-Installationsgeschäft in Coburg als alleiniger Inhaber. Die Mühle mit dem Elektrizitätswerk Redwitz a. d. Rodach ging im Jahr darauf an den Schwiegersohn Adolf Mittmann.
Andreas Flocken starb am 29. April 1913 in Coburg.